# Operazione Millennium
L'operazione Millennium, condotta dal Bomber Command della RAF su Colonia, Essen e Brema, comportò il bombardamento a tappeto delle tre città tedesche con circa mille bombardieri per volta, nell'ambito di una campagna aerea pianificata per radere al suolo le città tedesche durante la seconda guerra mondiale per disarticolare il tessuto economico, civile e morale del Terzo Reich.
Colonia subì gravi devastazioni mentre Essen e Brema furono danneggiate in minor misura.

## Storia

### Il piano Mille
Arthur Harris, comandante in capo del Bomber Command dal 22 febbraio 1942, dopo i bombardamenti a tappeto di Lubecca e Rostock cominciò ad organizzare un colossale attacco a tre città tedesche con mille aerei per volta.
Il Thousand Plan (piano Mille) necessitava prima di tutto di una forza aerea adeguata. Il Bomber Command (l'unità della RAF incaricata delle operazioni di bombardamento) disponeva infatti solamente di circa 400 velivoli, a cui potevano aggiungersene altri 350-380 delle Operational Training Units (le unità di riserva, composte da personale giovane e poco addestrato). Il 18 maggio 1942 Harris espose a Charles Portal, capo di Stato Maggiore della RAF, le sue intenzioni e poi telefonò al primo ministro Winston Churchill che appoggiò la sua idea. Il 19 maggio arrivò l'autorizzazione a chiedere aerei ed equipaggi agli altri comandi della RAF: il Coastal Command offrì 250 aerei, il Flying Training Command circa 30 (ma solo 4 parteciparono agli attacchi poiché gli altri equipaggi erano sotto la soglia minima di addestramento), le Operational Training Units del Bomber Command 367 e l'Army Co-operation Command si unì al 2nd Group del Bomber Command per arrivare a 50 Bristol Blenheim.

### Bombardamento di Colonia
(Galeazzo Ciano, pagina del diario datata 3 giugno 1942)

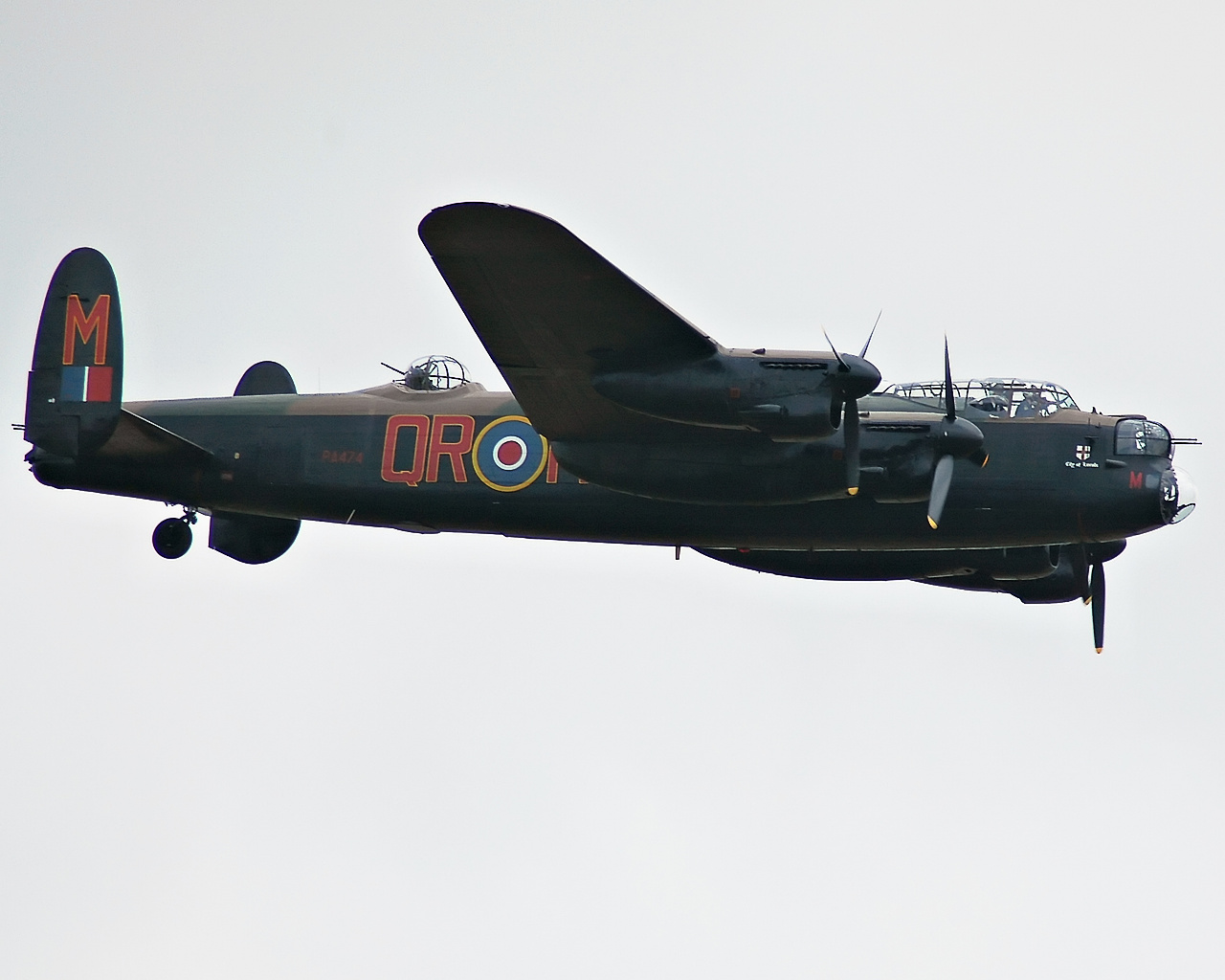
L'Avro 683 Lancaster, uno degli aerei impiegati dai britannici per colpire Colonia

La prima città scelta come obiettivo fu Colonia, nella Renania Settentrionale-Vestfalia. L'operazione Millennium (così era stato rinominato il piano Mille) era inizialmente prevista per la notte tra il 26 e il 27 maggio 1942, ma fu rinviata diverse volte a causa delle avverse condizioni atmosferiche che ne posticiparono l'avvio al 30 maggio. Il primo dei 1.046 bombardieri della RAF (292 quadrimotori e 754 bimotori) si alzò in volo alle 22:05 e l'ultimo alle 23:15. Gli ordini erano stati impartiti in modo da centrare tre zone diverse della città tedesca da una quota non inferiore a 2.400 m; inizialmente due groups del Bomber Command, muniti del sistema di radionavigazione GEE, avrebbero sganciato le loro bombe incendiarie, seguiti 15 minuti dopo dai bombardieri medi e leggeri ed infine, un'ora dopo, da quelli pesanti.
La maggior parte dei velivoli arrivò puntuale sull'obiettivo, reso perfettamente visibile dalle pochissime nubi e dalla Luna piena. I bombardieri con il GEE piazzarono a dovere il loro carico segnalando le zone da colpire, e in un'ora e quaranta minuti 860 equipaggi su 898 che passarono sopra Colonia dichiararono di aver sganciato con precisione i loro ordigni (gli altri 108 equipaggi non trovarono o non raggiunsero la città). Sopra Colonia la FlaK per mezzo della caccia notturna abbatté 16 bombardieri e 4 caccia, 2 precipitarono perché entrati in collisione tra loro; altri 18 aerei furono distrutti nel viaggio di ritorno e dei 116 danneggiati in totale 12 dovettero essere demoliti.
La ricognizione fotografica diurna del giorno dopo, che fu anche la prima missione dei de Havilland DH.98 Mosquito per il Bomber Command, mostrò che centro storico e periferia erano stati toccati duramente dal bombardamento. Gli analisti inglesi calcolarono che in realtà solo circa 600 equipaggi avevano bombardato Colonia ma in compenso erano stati distrutti 243 ettari di superfici edificate (più o meno come in tutte le precedenti incursioni della RAF sulla Germania in due anni). 474 persone erano morte e 5.000 risultarono ferite, 3.300 case erano crollate e 9.510 ricevettero danni più o meno ingenti, 130.000 cittadini abbandonarono momentaneamente la zona, numerose le fabbriche distrutte ma tra queste non figurarono quelle più importanti, il traffico, specialmente quello ferroviario, andò in tilt.
| Unità                         | Tipo di aeromobile                    | Totale |
| ----------------------------- | ------------------------------------- | ------ |
| Group 1                       | 156 Wellington                        | 156    |
| Group 3                       | 134 Wellington 88 Stirling            | 222    |
| Group 4                       | 131 Halifax 9 Wellington 7 Whitley    | 147    |
| Group 5                       | 73 Lancaster 46 Manchester 34 Hampden | 153    |
| Operational Training Group 91 | 236 Wellington 21 Whitley             | 257    |
| Operational Training Group 92 | 63 Wellington 45 Hampden              | 108    |
| Flying Training Command       | 4 Wellington                          | 4      |

### Bombardamento di Essen
La seconda parte dell'operazione Millennium prevedeva il bombardamento a tappeto di Essen la notte tra l'1 e il 2 giugno. Harris stavolta non chiese aiuto al Coastal Command e grazie alle sue unità di riserva e a due Vickers Wellington del Flying Training Command riuscì a racimolare 956 bombardieri, assistiti da 48 Blenheim e dall'Army Co-operation Command che avrebbero eseguito missioni diversive. Venti Wellington dotati di GEE avrebbero illuminato l'area del bersaglio (le acciaierie Krupp) con i bengala, successivamente sarebbe arrivata la seconda ondata di aerei trasportante principalmente bombe incendiarie, infine, a partire da 15 minuti dopo l'ora zero, avrebbe attaccato il grosso delle forze.
La grande luminosità lunare fu vanificata dal denso strato di smog e l'incursione, come riportato nei verbali dei 767 equipaggi, che dichiararono di aver attaccato con poca precisione, si rivelò fallimentare. I bengala piovvero infatti principalmente sopra Oberhausen e gran parte delle bombe caddero con qualche danno a Mülheim an der Ruhr e Duisburg; Essen ebbe solamente tra le 30 e le 40 case distrutte. Il Bomber Command perse 31 apparecchi e ne ebbe 99 danneggiati, dei quali 5 senza possibilità di riparazione.

### Bombardamento di Brema
Terzo ed ultimo passo era il bombardamento di Brema. Preceduto da quattro bombardamenti comuni sulla Ruhr, quattro su Emden, uno sulla stessa Brema, uno su Osnabrück e dalle solite operazioni Circus, Brema fu attaccata la notte tra il 25 e il 26 giugno 1942 da 1.006 bombardieri, 899 dei quali appartenenti al Bomber Command di Harris.
Cinquanta Short S.29 Stirling e altrettanti Handley Page Halifax avrebbero attaccato per 10 minuti dopo le ore 00:40 seguiti per altri 10 minuti da 124 Wellington; poi sarebbe intervenuta la gran parte degli aerei per colpire centro storico, bacini e moli sul Weser, fabbriche Focke-Wulf, zona industriale a sud-est e cantieri Deschimag; per ultimo altri Stirling e Halifax avrebbero sganciato il loro carico nuovamente sul centro e su un'altra area.
La spessa coltre di nubi presente sopra Brema costrinse 117 aerei della prima ondata e 34 della seconda ad aprire i portelloni bombe affidandosi unicamente a GEE, e nel suo complesso il bombardamento si rivelò molto dispersivo. La ricognizione del giorno dopo confermò tale cosa ma Brema risultò ugualmente colpita duramente. Qualche danno era stato arrecato anche alla Focke-Wulf, mentre intatta era la Deschimag. 49 bombardieri non tornarono alle basi in Inghilterra.